# Yu Xiaoyu
Yu Xiaoyu (chinesisch 於小雨 / 于小雨, Pinyin Yú Xiǎoyǔ; * 2. Januar 1996 in Peking) ist eine ehemalige chinesische Eiskunstläuferin. Zusammen mit Jin Yang  gewann sie im Paarlauf die Goldmedaille bei der Universiade 2015 und die Bronzemedaille bei den Vier-Kontinente-Meisterschaften 2016. Mit Zhang Hao, ihrem neuen Partner ab der Saison 2016/17, nahm sie an den Olympischen Winterspielen 2018 und an den Eiskunstlauf-Weltmeisterschaften 2017 und 2018 teil. Beim Grand-Prix-Finale 2016 gewannen sie eine Silbermedaille.

## Ergebnisse
Mit Jin Yang als Partner:
| Meisterschaft / Jahr            | 2010    | 2011    | 2012    | 2013    | 2014    | 2015    | 2016    |
| ------------------------------- | ------- | ------- | ------- | ------- | ------- | ------- | ------- |
| Vier-Kontinente-Meisterschaften |         |         |         |         |         |         | 3.      |
| Winter-Universiade              |         |         |         |         |         | 1.      |         |
| Juniorenweltmeisterschaften     |         |         | 2.      | 4.      | 1.      | 1.      |         |
| Chinesische Meisterschaften     | 2.      | 2.      | 3.      | 1.      | 3.      | 1.      |         |
| Grand-Prix-Wettbewerb1 / Saison | 2009/10 | 2010/11 | 2011/12 | 2012/13 | 2013/14 | 2014/15 | 2015/16 |
| Grand-Prix-Finale               |         | 3. (J)  | 5. (J)  | 5. (J)  | 1. (J)  | 5.      | 5.      |
| Cup of China                    |         |         | 6.      |         |         | 2.      | 3.      |
| Skate Canada                    |         |         | 7.      |         |         |         |         |
| NHK Trophy                      |         |         |         |         |         | 3.      | 2.      |

1 Ergebnisse bei Junior Grand-Prix Wettbewerben sind durch (J) gekennzeichnet.
Mit Zhang Hao als Partner:
| Meisterschaft / Jahr            | 2017    | 2018    | 2019    | 2020    |
| ------------------------------- | ------- | ------- | ------- | ------- |
| Olympische Winterspiele         |         | 8.      |         |         |
| Weltmeisterschaften             | 4.      | 7.      |         |         |
| Vier-Kontinente-Meisterschaften | 4.      |         |         |         |
| Chinesische Meisterschaften     |         | 1.      |         | 4.      |
| Grand-Prix-Wettbewerb1 / Saison | 2016/17 | 2017/18 | 2018/19 | 2019/20 |
| Grand-Prix-Finale               | 2.      | 6.      |         |         |
| Cup of China                    | 1.      | 2.      |         |         |
| Skate Canada                    | 2.      |         |         |         |
| Skate America                   |         | 2.      |         |         |